# Боби Стар
Боби Стар (на английски: Bobbi Starr) е артистичен псевдоним на американската порнографска актриса и режисьор на порнографски филми от италиано-унгарски произход Елизабет Рене Евънс (Elizabeth Renee Evans), родена на 6 април 1983 г. в Санта Клара, щата Калифорния, САЩ.
Носителка е на наградата на AVN за изпълнителка на годината.

## Ранен живот
Боби Стар завършва висше музикално образование с духов инструмент обой в държавния университет в Сан Хосе, щата Калифорния.

## Кариера
Дебютира като актриса в порнографската индустрия през 2006 г.
Включена е в списъците за 2011 г. и 2013 г. на „Мръсната дузина: най-популярните звезди в порното“ на телевизионния канал CNBC.

## Награди и номинации
Носителка на индивидуални награди
- 2007: CAVR награда за звездица на годината.[6]
- 2008: CAVR награда за звезда на годината.[7]
- 2009: XRCO награда за супермръсница.[8]
- 2009: CAVR награда за прелъстителка на годината.[9]
- 2010: XRCO награда за оргазмен оралист.[10]
- 2010: CAVR награда за изпълнител на годината.[11]
- 2011: XRCO награда за оргазмен аналист.[12]
- 2012: AVN награда за изпълнителка на годината.[4][13]
- 2012: XRCO награда за оргазмен аналист.[14][15]
- 2012: TLA Raw награда за най-добър режисьор.[16]

Носителка на награди за изпълнение на сцени
- 2010: AVN награда за най-добра секс сцена с двойно проникване.[17]
- 2012: AVN награда за най-добра POV секс сцена (с Анди Сан Димас и Ерик Евърхард) – „Двойно видение 3“.[13]

Номинации за индивидуални награди
- 2008: Номинация за AVN награда за непризната звезда.[18]
- 2009: Номинация за AVN награда за изпълнителка на годината.[19]
- 2009: Номинация за XBIZ награда за изпълнителка на годината.[20]
- 2009: Номинация за XRCO награда за оргазмен аналист.[21]
- 2009: Номинация за Hot d'Or награда за най-добра жена американски изпълнител.[22]
- 2009: Финалистка за F.A.M.E. награда за любима анална звезда.[23]
- 2009: Номинация за F.A.M.E. награда за любима жена звезда.[23]
- 2010: Номинация за AVN награда за изпълнителка на годината.[24]
- 2010: Номинация за XBIZ награда за изпълнителка на годината.[25]
- 2010: Номинация за XRCO награда за изпълнителка на годината.[26]
- 2010: Номинация за XRCO награда за оргазмен аналист.[26]
- 2010: Номинация за F.A.M.E. награда за любима анална звезда.[27]
- 2010: Номинация за F.A.M.E. награда за любима орална звезда.[27]
- 2011: Номинация за XBIZ награда за изпълнителка на годината.[28]
- 2011: Номинация за XRCO награда за супер мръсница.[29][30]
- 2012: Номинация за AVN награда за най-добра актриса – за изпълнението на ролята ѝ във филма „Малка част от мен“[31]
- 2012: Номинация за AVN награда за най-добра поддържаща актриса – за изпълнението на ролята ѝ във филма „Скуби Ду: ХХХ пародия“.[31]
- 2012: Номинация за AVN награда за най-добър режисьор на неигрален филм – за режисура на филма „Млъкни и чукай“.[31]
- 2012: Номинация за XBIZ награда за изпълнителка на годината.[32]
- 2012: Номинация за XRCO награда за изпълнителка на годината.[14]
- 2012: Номинация за XRCO награда за супер мръсница.[14][33]
- 2012: Номинация за Dorcel Vision награда за най-добра международна актриса.
- 2013: Номинация за AVN награда за изпълнителка на годината.[34][35]
- 2013: Номинация за AVN награда за най-добра актриса – „Истината за О“.[34][35]
- 2013: Номинация за AVN награда за най-добра поддържаща актриса – „Далас ХХХ“.[34][35]

Номинации за награди за изпълнение на сцени
- 2008: Номинация за AVN награда за най-добра анална секс сцена (видео) – заедно с Брандън Айрън за изпълнението им на сцена във филма „Fuck Slaves 2“.[18]
- 2009: Номинация за AVN награда за най-добра анална секс сцена – заедно със Саша за изпълнение на сцена във филма „Diggin’ in the Gapes“.[36]
- 2009: Номинация за AVN награда за най-добра групова секс сцена – за изпълнение на сцена с 14 мъже във филма „Ганг Банг 6“.[36]
- 2010: Номинация за AVN награда за най-добра секс сцена в чуждестранна продукция – заедно с Фелипе Вернес и Начо Видал за изпълнение на сцена във филма „Правено в Бразилия 4“.[24]
- 2010: Номинация за AVN награда за най-добра анална секс сцена – заедно с Лоона Люкс и Мик Блу за изпълнение на сцена във филма „Анален бюфет“.[24]
- 2011: Номинация за AVN награда за най-добра орална секс сцена – заедно с Адриана Никол и Шарлът Вейл за изпълнение на сцена във филма „Чукай лицето“.[37]
- 2011: Номинация за AVN награда за най-добра групова секс сцена – заедно с Дилан Райдър, Наташа Марли, Джулия Ан, Пол Чаплин, Томи Гън, Уил Пауърс и Били Глайд за изпълнение на сцена във филма „Бони и Клайд“.[37]
- 2011: Номинация за AVN награда за най-добра секс сцена в чуждестранна продукция – заедно със Зенза Раги за изпълнение на сцена във филма „В тъмното“.[37]
- 2012: Номинация за AVN награда за най-добра групова секс сцена само с момичета – заедно с Ашли Файърс и Мари Лъв за изпълнение на сцена във филма „Светът на Боби“.[31]
- 2012: Номинация за AVN награда за най-добра анална секс сцена – заедно с Начо Видал за изпълнение на сцена във филма „Млъкни и чукай“.[31]
- 2012: Номинация за AVN награда за най-добра секс сцена момиче/момиче – заедно с Лили Лейбоу за изпълнение на сцена във филма „Затворнички“.[31]
- 2012: Номинация за AVN награда за най-добра групова секс сцена – заедно с Карло Карера, Дани Маунтайн, Рамон Номар и Тони Рибас за изпълнение на сцена във филма „Gangbanged“.[31]
- 2012: Номинация за AVN награда за най-добра орална секс сцена – за изпълнение на сцена във филма „Урокът на Джесика Дрейк за Уикед секс: фелацио“.[31]
- 2012: Номинация за AVN награда за най-добра POV секс сцена – заедно с Анди Сан Димас и Ерик Евърхард за изпълнение на сцена във филма „Двойна визия 3“.[31]
- 2012: Номинация за AVN награда за най-добра секс сцена с тройка (момиче/момиче/момче) – заедно с Тори Лукс и Марк Ууд за изпълнение на сцена във филма „Светът на Боби“[31]
- 2013: Номинация за AVN награда за най-добра орална секс сцена – „Плюя“.[34][35]